# ساموئل اچ. پایلز
ساموئل اچ. پایلز (به انگلیسی: Samuel H. Piles) سناتور سابق عضو حزب جمهوری‌خواه ایالات متحده آمریکا بود. وی در سال ۱۹۰۵ تا ۱۹۱۱ میلادی سناتور ایالت واشینگتن در سنای ایالات متحده آمریکا بود.